# 독일의 직업훈련
독일 노동법에 의하면 독일의 직업 훈련(독일어: Berufsausbildungsverhältnis)은 다양한 직업훈련수단들의 집합 또는 직업 양성 훈련과 직능 향상 훈련을 위한 수단이며 독일 교육 시스템의 일부이다. 또한 독일 직업 훈련법(BBIZ; Berufsbildunggsgesetz) 제 1조에 의하면 직업 훈련에는 직업 준비 과정, 직업 양성 훈련, 직능 향상 훈련, 직업 재훈련이 포함된다. 직업 준비 과정(Berufsvorbereitung)은 직업 훈련법에 따라 정부에서 인증하는 훈련 기관에서 직업 양성 훈련을 받지 못했거나 그에 상응하는 직업 양성 훈련을 수료하지 못한 젊은 취약 계층을 대상으로 한다.

## 훈련

### 직업 양성 훈련
직업 양성 훈련(Berufsausbildung)은 수공업, 농업, 상업 또는 공업 분야에서 견습생들을 대상으로 실시하는 직업 훈련이다. 독일의 직업 양성 훈련은 이원체계에 의해 실시되고 있는데, 직업훈련생들에게 요구되는 직업 숙련도를 높이기 위해 기업에서의 현장 교육과 직업훈련학교에서의 이론 교육이 병행된다. 직업훈련생은 먼저 훈련 받기 원하는 기업과의 직업 양성 훈련 계약서를 체결하고, 직업 훈련 기관의 지역과 위치에 따라 직업 훈련 학교가 정해지면 직업 학교에서는 매주 1-2주일 간 이론적인 부분을 교육하고 나머지 3-4일 간은 해당 훈련 기업에서 기능적인 훈련을 담당한다. 기업에서의 현장 훈련에 소요되는 비용은 이들을 양성하는 기업이 부담하며, 직업 학교 운영에 소요되는 비용은 주 정부에서 부담한다.

### 직능 향상 훈련
직능 향상 훈련(Fortbildung)은 적응 향상 훈련(Anpassungsfortbildung)과 승진 향상 훈련(Aufstiegsfort-Bildung)으로 분류되는데, 적응 향상 훈련은 높은 비용 부담 없이 직장에서의 변화되는 조건에 맞추어 지식과 숙련도는 높여가는데 기여하며, 직장과 근무지 내에서 직업의 전문성을 향상 시키고 기존의 직업적인 능력과 지식을 보존 및 확대하여 수평적인 유동성을 유지하는 것이 목적이다. 승진 향상 훈련은 승진과 임금 인상을 위한 직업 향상 훈련의 형태로서 졸업 시험이 필요 없는 각종 직업 연수 그리고 졸업 시험이 필요한 공장장, 기술자, 사무직 노동자, 경영자 또는 마에스터 등에 대한 직업 훈련이 포함된다. 재직자의 직능 향상 훈련은 해당 기업과 근로자의 과제이기에 이들이 모든 소요 비용을 부담하며, 정부의 지원은 원칙적으로는 없다. 다만 실업자를 대상으로 한 직능 향상 훈련에 소요되는 비용은 연방 고용청이 부담하고 이들의 취업을 지원한다. 또한 실업 위험에 직면해 있는 중소기업의 재직 근로자나 양성 훈련을 이수하지 못한 취업자(취약 계층)에 한해 제한적으로 향상 훈련을 실시한다.

### 직업 재훈련
직업 재훈련은 이전에 이미 습득했던 직업과는 다른 직업을 위한 훈련을 의미하며, 대개 지방 고용 센터(Jobcenter)와 연방고용청에서 지원을 받고 때로는 독일연방방위군에서 지원 받기도 한다. 또는 재활 훈련의 명목으로 직장인 연합, 독일 연금 보험, 보험 등에서 지원을 받기도 한다. 직업 재훈련은 주무관청인 상공회의소, 수공업자연합 등에서 시행하는 시험을 치르고 졸업 인증서를 받는 것으로 마치게 된다.

## 역사
- 1869년: 직업 조례법(Gewerbeordnung) 제정
- 1925년: 독일 기술 교육위원회 특정 직종에 대한 직업 교육 규정
- 1930년: 최초의 마이스터 자격 시험 실시
- 1968년: 학생 운동
- 1969년: 직업 교육법(BBIG: Berufsbildungsgesetz) 제정 – 연방직업교육연구소(BBIB)로 이관
- 1973년: 1차 오일쇼크
- 1975년: 평생 교육법(Weiterbildungsgesetz) 공포
- 1979년: 2차 오일쇼크
- 2005년: 직업 교육법(BBIG: Berufsbildungsgesetz)포괄적 개정

독일에서의 근대적 의미의 직업 교육은 독일 내 이원적 교육 시스템의 확장에 의해 형성되었으며, 이후에는 독일 자본주의 및 사회 보장 제도의 영향을 받았다. 중세 길드의 직업 훈련 제도인 마이스터(Meister) 양성에서 출발하여 발달해 온 독일 특유의 이원적 교육 시스템(Duales System)이 정규 교육 과정을 넘어 성인 교육 과정인 직업 훈련까지도 적용된 것이다. 성인 교육은 18세기~19세기 계몽 교육의 단계, 19~20세기 교육의 제도화 단계를 거쳐 현대화되었다. 바이마르 공화국(1919~1933)의 헌법에 이미 계속 교육(Weiterbildung)이란 용어를 사용한 독일의 직업 교육의 특징은 케인즈의 영향을 많이 받은 앵글로-색슨 영미식 자본주의가 아닌 집단주의적 가치를 중시하는 독일식 자본주의가 반영되었다는 점이다. 독일식 자본주의는 질서 자유주의(ordoliberalism)에 그 가치를 두고 있으며, 고전적 경제 자유주의의 방임주의가 여러 폐해가 있다고 본다. 패전 후 독일 경제의 부흥을 계획하고 논의하던 프라이부르그 학파는 영미식 자본주의와 달리 법, 행정 조직, 공적 기관을 통한 질서를 창출하고 이에 기반한 시장경제를 주장하였다.  따라서 독일의 직업 훈련은 시민 대학(Volkshochschule: VHS), 상공회의소(Kammer), 정부, 주 정부, 기업 등 여러 기관들의 유기적인 협력으로 수행되고 있다. 독일의 직업 훈련은 이러한 가치가 반영된 교육 제도이자 사회 보장 제도의 역할을 수행하고 있다고 볼 수 있다. 독일의 직업 훈련은 2000년대 이후 다시 개정과 변화를 추진하고 있다. 그 원인은 유럽 통합과 난민들의 독일 유입 등으로 인한 외국인의 유입이다. 2005년 포괄적으로 개정된 직업 교육법은 외국에서 받은 직업 훈련 인정, EU국가 간 상호 자격 인정, 직업 교육에 아랍어 추가 등의 조치로 이러한 변화에 대처하려 하고 있다.

## 구성 및 과정

### 직업 교육의 장소
직업 교육이 실시될 수 있는 장소는 크게 3가지로 나눌 수 있다.
첫 번째 장소는 모든 산업 분야의 사업 내외의 기관 혹은 가정으로 근로 현장 및 기업 내 실습장, 실험실에서 실무 중심의 교육을 진행한다.
두 번째 장소는 직업 학교(Vollzeitschule)로 주로 이론 중심의 교육을 받는다.
세 번째 장소는 위의 두 가지를 제외한 기타 직업 교육기관을 의미하며 시민 대학(Volkshochschule: VHS)등이 속한다. 또한 직업 훈련의 목적에 도움이 되는 경우, 직업 훈련 기간의 4분의 1을 넘지 않는 범위 내에서 직업 훈련을 외국에서 진행할 수 있으며 직업 교육기관은 직업 교육의 실시에 대해 서로 협력해야 한다.

### 직업 훈련관 계의 성립
직업 훈련을 진행하기 위해서 고용자가 직업 훈련생을 채용하는 경우, 고용주는 직업 훈련생과 직업 훈련 계약을 체결해야 하며, 직업 훈련 개시 전까지 직업 교육법 제 2문에 따른 계약서를 작성해야 한다. 계약서엔 다음의 사항과 내용이 포함된다.
1. 일일 직업 훈련 시간
2. 휴가
3. 건강보험 및 실업 보험
4. 근로 보호 보험

또한 직업 훈련생은 직업훈련기간동안 임금을 받을 수 있고, 기간의 경과에 맞춰 적어도 1년마다 임금이 인상되어야 한다.

### 직업 교육의 시작과 기간
직업 교육의 기간은 직업 교육법 제 2장 5조에 근거하여 2년 이상, 3년 이하로 정해진다. 직업 훈련은 원칙적으로 매년 9월 1일에 시작되며, 해당 기간동안 직업 훈련은 대상적, 시간적으로 구분된 단계에 따라 행해진다. 또한 전문적 직업 활동을 행할 능력 및 이후 단계의 직업 훈련을 계속할 지에 대한 단계별 직업 훈련 졸업을 정할 수 있다. 만약 직업 훈련생이 다른 분야의 직업 훈련을 수강한 경우 합의를 통해 경과된 직업 훈련 기간을 산입(Anerkennungsjahr)하여 직업 훈련을 계속 진행할 수 있다.

### 직업 교육의 종료 및 졸업 시험
직업 훈련이 인정되는 직업에서는 졸업 시험이 실시되며 불합격한 경우엔 2번의 재시험 기회가 주어진다. 졸업 시험은 직업 훈련 규칙을 기초로 하여 1)응시생이 필요한 직업적 숙련을 갖추었는지, 2)업무에 필요한 지식 및 능력을 숙지하였는지, 3)직업 학교의 수업을 통해 전달된 내용을 적용할 수 있는지를 평가한다. 졸업 시험에 응시하기 위해선 제 5관 43조에 근거하여 직업 훈련 기간을 마치거나 시험일 2개월 이내에 직업 훈련이 종료되어야 한다. 또한 직업 학교나 기타 직업 훈련 기관에서 해당 직업 훈련에 상응한 훈련을 받은 경우 응시 자격을 얻을 수 있다. 또한, 직업능력자격확인법에 근거하여 직업적 숙련, 지식 및 능력이 동일한 가치를 갖는 직업능력자격증을 외국에서 취득한 경우 직업 훈련 또는 직업능력향상교육에 합격한 것과 동일한 대우를 받을 수 있다.

## 직업 훈련 지원

### 신청 및 자격
독일 직업 교육을 신청하기 위해서는 어떤 전문직을 가질 것인지 직업을 선택해야 한다. 현재 약 340개의 직종이 직업 훈련의 대상이며 시대와 상황에 맞게 지속적으로 신설되고 폐지된다. 이후 자신이 희망하는 지역과 회사를 검색해서, 이력서를 제출한 뒤 면접을 보게 된다. 독일 직업 훈련의 기본 자격은 학력과 독일어 능력이다. 학력의 경우는 고졸 이상이어야 하며 독일어 능력은 보통 C1 이상을 요구한다. 독일의 직업 훈련을 찾는 방법은 본인이 직접 정보를 찾아 지원하는 경우와 독일 현지 관련 기관에 의뢰 및 유학원 등 대행 기관에 의뢰하는 방법 등이 있다.

### 독일 유학 및 취업에 관한 법 규정
- 구직 비자(체류법 제 18c조)

제 3국 전문 인력들은 구직 비자를 통해 최대 6개월까지 독일에 체류하면서 현지에서 자신의 능력에 맞는 일자리를 찾을 수 있다. 이를 위한 전제 조건은 인가 대학 졸업 증명과 생활비 보증이다. 6개월 내로 일자리를 구하게 되면 다시 해외로 나갈 필요 없이 필요로 하는 체류 허가 혹은 EU 블루카드를 독일에서 직접 신청할 수 있다.
- EU 블루카드 (체류법 제 19a조)

EU 블루카드는 인가 대학을 졸업하고 독일에서 자신의 능력에 맞는 직업을 구하려는 제 3국 전문 인력들에게 행정적으로 보다 간단하게 독일 체류를 가능하게 해준다. EU 블루카드 소지자는 많은 혜택을 받을 수 있다. EU 블루카드 소지자는 33개월 체류 후 영주권을 취득할 수 있으며 독일어 수준이 B1단계 이상의 경우, 21개월 이후에도 취득할 수 있다.

## 직업 훈련 완료
직업 훈련 완료시, 수공업 분야의 게젤레(Geselle) 또는 상공업 분야의 전문기능사 자격이 주어진다.해당 분야의 자격은 국가가 공인하는 직업 면허로서 해당 분야의 일자리에 지원해서 취직하거나 상급 단계의 교육을 받을 자격이 획득된다.상급교육 수료 시 마이스터(Meister), 테크니커(Techniker)자격을 획득한다.

## 참고 문헌
- Angela Paul-Kohlhoff, <독일직업교육제도의 현황>
- 정남기, 남윤형, <한국과 독일의 직업 훈련 제도 및 훈련비 단가 산정에 대한 연구>, 《한독사회과학논총》 제22권 제2호
- 고인아, <독일 여성 재취업 교육의 분석-한국의 여성 재취업 교육의 발전 방안 모색을 위하여>, 한독교육학회, 《교육의 이론과 실천》 6권1호, 2001, pp.1-32
- 유진영(Jinyoung Yu), <창의적 인재 양성을 위한 독일의 진로 직업 교육이 우리 교육에 시사하는 점>, 《창조교육연구 15호, 2013, pp.1-20
- Gisela Dybowski, <독일 직업 훈련의 효율과 특성>, 《국제노동브리프》, 2014
- 김순임(Soonim Kim), <독일의 성인 교육에 관한 고찰 -“계속 교육” 개념과 현황을 중심으로>, 전남대학교 인문학연구소, 《용봉인문논총》 47권0호, 2015, pp.5-38
- 장석인(Sug In Chang), <독일의 이원화 직업교육훈련제도의 실태와 우리나라에의 시사점>, 한국유럽학회, 《유럽연구》 23권0호, 2006, pp.309-335
- 유진영, 《독일의 직업 교육과 마이스터 제도》, 학이시습, 2015
- 김기선 外 3인 편역,《독일 노동 법전》, 한국 노동 연구원, 2013
- 김기홍(Kihong Kim), 《독일의 직업 교육 훈련 제도》, 금강산, 2018